# Burghalder
Der Burghalder, auch Burghalderfelsen genannt, ist eine markante Felsformation und auch der Name einer abgegangenen Höhenburg (auch Burg Burghalder oder Schlossberg) auf einer Höhe von etwa 370 m ü. NN bei der Ortsgemeinde Hauenstein im Landkreis Südwestpfalz in Rheinland-Pfalz. Die Felsformation ist als Naturdenkmal ND-7340-231 im Gemeindegebiet von Hauenstein ausgewiesen.

## Lage
Der Burghalderfelsen liegt im Biosphärenreservat Pfälzerwald-Vosges du Nord und im Naturpark Pfälzerwald im nördlichen Teil des Wasgaus und dort des Dahner Felsenlands. Er ist der nördliche Abschluss eines etwa zwei Kilometer langen Bergrückens, der sich vom Hohen Kopf (442,6 m ü. NN) im Süden über den Benz (369,9 m ü. NN) bis zur Felsformation hinzieht und dort steil nach Hauenstein abfällt. Die Felsformation selbst ist etwa 300 Meter lang. Im Westen wird der Bergrücken durch das Tal der Queich, auch Stephanstal genannt, im Osten durch das Tal des Gillenbachs begrenzt. Beide Gewässer entspringen im südlichen Bereich des Hohen Kopfes. Die Felsformation liegt auf der Gemarkung der Gemeinde Hauenstein.

## Geschichte
Die Existenz der Burganlage wurde erst bei Ausgrabungen im Jahr 1972 entdeckt. Im Halsgraben gefundene Scherben (gelbe Drehscheibenkeramik) wurden auf das 12. Jahrhundert datiert. Die Burg lag auf dem hinteren Teil der Felsformationen, wo noch ein Graben mit kaum erkennbaren Mauerresten vorhanden ist. Die Ausdehnung der Burg auf dem Felsen lag bei etwa 30 Meter in der Länge und 10 Meter in der Breite. Der Zugang erfolgte von Süden, eine Toranlage wird hier vermutet. Die gefundenen Mauerreste bilden eine gemörtelte Mauer aus grob zugerichteten Quadern. Durch Mauertechnik und Form der Befestigung wird ein Bestand im 10./11. Jahrhundert angenommen.
Die in der Nicht-Fachliteratur angenommene Behauptung, dass die Burg vermutlich im 9.–10. Jahrhundert als spätkarolingische Fliehburg errichtet wurde, wird auch durch fehlende geschichtliche Belege für die Burganlage heute als unbewiesen angenommen. Eine Burgkapelle wird als möglich angesehen, ein 200 auf 60 cm hoher mittelalterlicher Sinnbildstein am Langhaus der katholischen St. Bartholomäuskirche wird der Burg zugeordnet.
Am oberen Teil des Felsens weist der Ritterstein Nr. 219 des Pfälzerwald-Vereins auf die ehemalige Burganlage hin. 

Tafel mit Lageplan und Beschreibung der Ausgrabungen
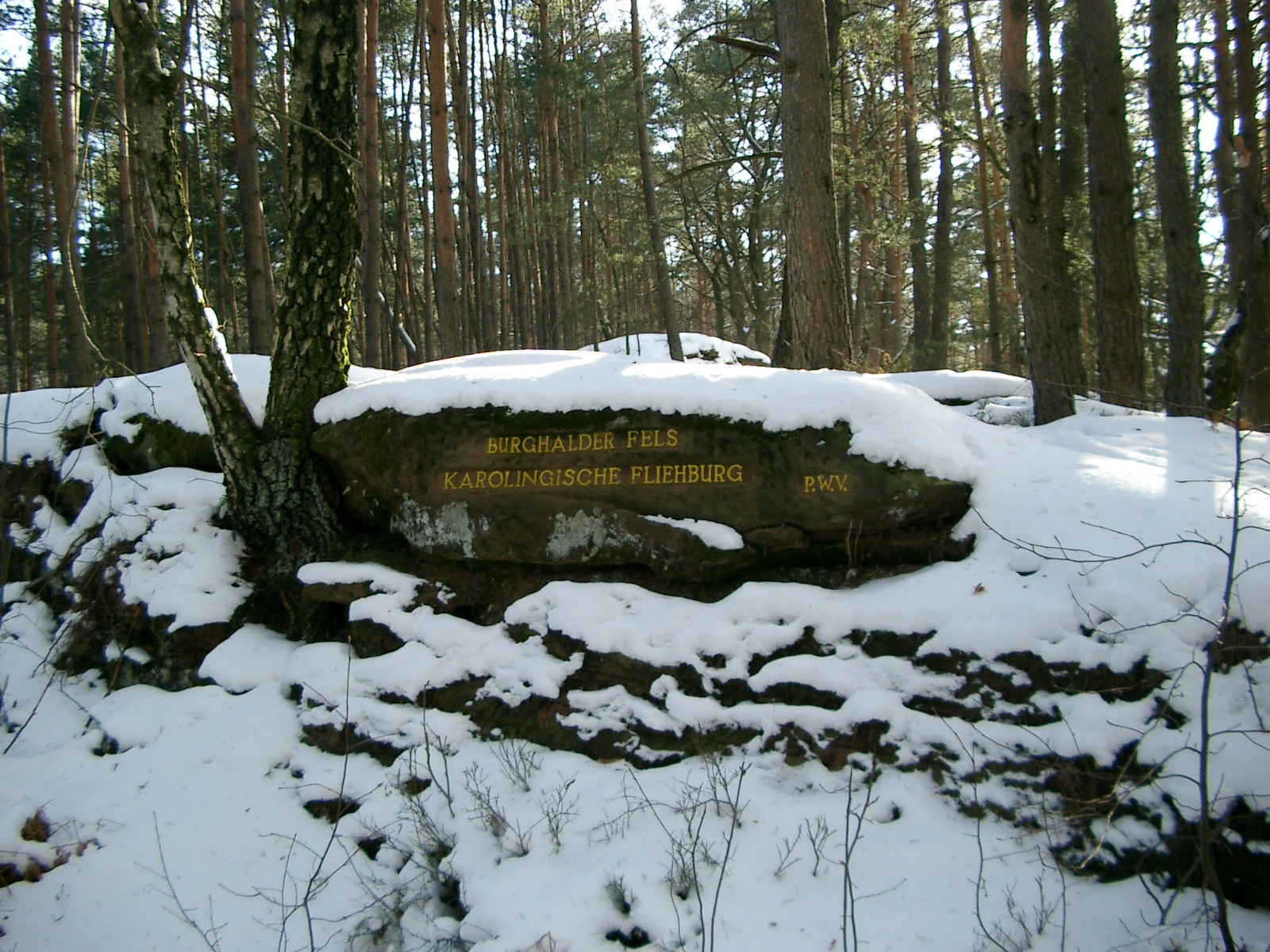
Ritterstein 219

## Zugang, Wandern und Klettern
Der südliche Teil der Felsformation ist über markierte Wanderwege erreichbar. Ein Aussichtspunkt bietet einen Blick über Hauenstein. Der nördliche Teil des Felsens bietet Sportkletterern anspruchsvolle Aufstiegsmöglichkeiten, wie die „Pfeilerwand“ (VI+) und die „Große Verschneidung“ (V+).